# Hans Driesch
Hans Adolf Eduard Driesch (28. oktober 1867 - 16. april 1941) var en tysk biolog og filosof.
Driesch har som zoolog skrevet flere arbejder i eksperimentel morfologi, hvor såvel æg som larver og fuldvoksne dyr udviklingsfysiologisk er behandlet. Gennem disse og andre skrifter som Analytische Theorie der organischen Entwicklung (1894) og Organische Regulationen (1901), blev Driesch under en 15 års periode en af de ledende forskere inden for determinations- og regenerationslæren. Driesch skrev også Die Biologie als selbständige Wissenschaft (1893) og Von der Methode der Morphologie, hvori han kritiserede såvel darwinismen som den ældre biologiska videnskab. Driesch spekulationer omkring livets opkomst førte ham over til filosofi, og i 1909 tog han officielt skridtet fuld ud, da han ansattes som docent i naturfilosofi ved Heidelbergs universitet. I 1918 blev han honorærprofessor i filosofi sammesteds og i 1919 tiltrådte han en stilling som ordinær professor i filosofi i Köln, en stilling han havde til 1921, da han tiltrådte en lignende stilling ved universitetet i Leipzig. Blandt hans skrifter må nævnes Der Vitalismus als Geschichte und als Lehre (1905), Philosophie des Organischen (1909, 4. oplag 1928), Ordnungslehre (1912, 2. oplag 1923) samt Wirklichkeitslehre (1917). I sin Grundprobleme der Psychologie, ihre Krisis in der Gegenwart (1926) fremhæver han modsætningen mellem psykologiens og de naturvidenskabelige metoder og tillige sin interesse for parapsykologiske fænomener.

## Liv og gerning
Driesch udførte en række biologiske eksperimenter. Gennem disse og gennem sin skrifter om disse blev Driesch på mindre 15 år en af de ledende forskere inden for determinations- og regenerationslærens områder. Driesch skrev blandt andet Von der Methode der Morphologie, hvor han kritiserede såvel darwinisme som den ældre biologiske videnskab. Drieschs spekulationer omkring livets opkomst førte ham over til filosofien, og i 1909 tog han officielt skridtet fuldt ud, idet han tiltrådte en stilling som docent i naturfilosofi ved Heidelbergs universitet. I 1918 blev han æresprofessor i filosofi sammesteds, og 1919 tiltrådte han en stilling som ordinær professor i filosofi i Köln, hvilken stilling han bibeholdt til 1921, da han tiltrådte en tilsvarende stilling ved universitetet i Leipzig.
Fra 1924 blev han også involveret i parapsykologi, tjente 1926-1927 som formand for Selskabet for Psykisk Forskning og udgav i 1932 en metode til dette område (senere ofte genoptrykt, med bidrag af Hans Bender i paperback).
Blandt Drieschs anskuelser må nævnes, at i sin Grundprobleme der Psychologie, ihre Krisis in der Gegenwart fra 1926 fremhæver han i modsats til psykologiens naturvidenskabelige metoder helheden og "meningen" og interesserede sig også for parapsykologiske fænomener.
Driesch måtte som pacifist og på grund af sin demokratiske overbevisning ansøge om sin pensionering under pres fra nationalsocialisterne som en af de første professorer på grund af en tidligere forpligtelse til pacifisme og fik ikke lov til at fortsætte med at undervise.

## Eksperimentel forskning
Driesch var elev af W. Roux og helligede sig en karriere inden for udviklingsmekaniske studier. Oprindeligt sluttede hans sig til darwinismen men vendte sig senere imod denne og imod enhver kausalmekanisk opfattelse.
Driesch har som zoolog udgivet flere værker i experimentel morfologi, hvori såvel æg som larver og fuldvoksne dyrs udviklingsfysiologisk behandles. Driesch startede sine eksperimenter på baggrund af en strid mellem to grupper omkring århundredeskiftet (1900) om årsagerne til livsprocesser: at levende organismer kan vokse, kan formere sig, ofte kan handle spontant og udviser en mangefold af varianter over de samme former. Den ene gruppe, mekanisterne, hævdede, at organismer var at opfatte som en art maskiner, fysisk-kemiske systemer med en indviklet, sammensat struktur men i princippet ikke afgørende forskellige fra andre maskiner. Den anden gruppe, vitalisterne, mente der imod, at livsfænomener må tilskrives særlige "livskræfter", som kun findes hos levende organismer og gør disse afgørende forskellige fra døde (ikke-levende) ting.
Driesch tog udgangspunkt i, at befrugtede æg udvikler sig til bestemte organismer og således måtte antages at være forud bestemte til at udvikle sig på en bestemt måde. På Driesch tid fandtes der to opfattelser af årsagerne hertil: evolutionister mente, at de udviklende anlæg fra begyndelsen fandtes i ethvert æg, og at udviklingen afspejlede en forud bestemt proces. Epigenesisterne mente, at der under udviklingen skete noget helt ny, og at den plan, der viste sig i udviklingen, måtte skyldes særligt formende kræfter. Driesch foretog blandt andet forsøg, hvor han med et søpindsvineæg lod adskille de to celler, der fremkom efter befrugtning. Det viste sig, at der derved fremkom to søpindsvin hver i halv størrelse. Senere foretog han omlejringer af cellerne i et søpindsvineforster uden, at der derved fremkom vanskabte søpindsvin. Driesch drog den slutning, at søpindsvineæg er et "harmonisk-ækvipotentielt system", det vil sige, at celledannelsen er af en sådan art, at hverken fjernelse eller omlejring af nogle af dennes bestanddele vil forhindre den normale udvikling. Driesch mente derfor at have ført bevis for, at mekanisterne havde taget fejl, og at det er nødvendigt at antage forud dannende kræfter, som regulerer fosterudviklingen ved at organisere det for hånden værende cellemateriale på normal måde uanset, om dette var blevet delt eller omlejret ved ydre indgreb.
Driesch nåede ved overvejelser til,
- at det er umuligt at forestille sig en maskine, der ved at blive delt, fortsat vil kunne give ophav til en ubegrænset række af samme slags maskiner på samme måde, som et befrugtet æg kan lægge grunden til en ubegrænset række af slægtled af ensartet afkom,[6]
- at organismer kan udføre bevægelser og reagere på ydre indtryk på en så kompliceret måde, at det kun kan hvile på "erfaringer", hvilket en maskine ikke vil kunne gøre.

Han drog derfor konklusionen, at der måtte eksistere en eller flere livskræfter (vitalfaktorer), hvilket Driesch benævnte enteleki. Driesch mente, at denne enteleki hverken kan skyldes energi, kraft, intensitet eller en konstant, men er noget grundlæggende, der ikke kan hverken reduceres til eller udledes af noget andet. Ganske vist er de enkelte bestanddele uorganiske, men organismer udgør helheder, hvis væsen forandres ved fjernelse af en eller flere dele og hvis organisering derfor skyldes entelekien. Hvis den styring, som entelekien står for, falder bort, vil organismen dø og gå i opløsning. "Den vitale årsagssammenhæng, der arbejder med begrebet enteleki som et ikke-materielt, optræder i rummet, kaldes helhedssammenhæng, fordi organismen er komplet, og efter forstyrrelser atter bliver helt komplet."
Det kommer ikke an på betegnelsen men "kun på den indsigt, at en ting, der er fremmed for materien, er fundamentalt fremmed for arbejdet, som med andre ord her ikke virker fra materien, men med materien." 
Med denne tilgang blev Driesch en central repræsentant for neovitalisme, hvis naturfilosofi blev vidt udbredt blandt lægfolk såvel som blandt biologer og zoologer i 1920-erne. Ud fra den snævre biofilosofi udviklede Hans Driesch en omfattende overordnet filosofi, som også dækker områderne psykologi, videnskabsteori, relativitetsteori og etik. Grundlaget for hans filosofi ligger i en kritik af materialisme eller naturalisme såvel som dens reduktionistiske tendens.

## Drieschs filosofiske overvejelser
Drieschs filosofiske overvejelser består ifølge ham selv af to hoveddele:
1. ordningslæren, og
2. virkelighedslæren.

### Ordningslæren
Ordningslæren tager udgangspunkt i Descartes berømte udsagn: "Jeg tænker, altså eksisterer jeg". Driesch mente, at levende organismers oplevelser ikke er kaotiske men ordnede i tre fænomenklasser:
1. det, der hører til i "omverdenen",
2. det, der vedrører den indre "sjæl" (fornemmelser, tanker, følelser, vurderinger, handlingsvilje),
3. det, der hører til i "betydningernes rige" (fx logik og matematik).[18]

Driesch mente, at det er sjælen, der styrer handling og vilje i kraft af en slags viden, og at den i lighed med entelekien kan kontrollere processer men selv hører hjemme i en anden sfære, der er væsensforskellig fra den empiriske virkelighed. Driesch mente, at denne sammenhæng, helhedskausalitet, befinder sig på et andet plan en enkelthedskausalitet, hvor enhver virkning skyldes en årsag, og han mente, at visse "okkulte" fænomener så som tankelæsning henviste til en større sammenhæng, som man blot endnu ikke har tilstrækkelig viden om, så at den kan kun kan godtgøres som en formodning.

### Virkelighedslæren
Virkelighedslæren tager udgangspunkt i antagelsen af, at der findes en af jeget uafhængigt eksisterende, metafysisk virkelighed. Den oplevede verden må opfattes som en følge af virkeligheden, men der må findes en "viden" af en anden art end det, vi oplever i bevidstheden. Det er denne, der giver mennesket dets åndelige evner og som efter Drieschs mening må indgå i en åndelig helhed. Driesch formodede, at "alle individuelle sjæle stammer fra en enkelt stor beholder, og at deres isolation blot beror på de materielle betingelser, som de indenfor erfaringsverdenen er knyttet til."
Endelig overvejede Driesch hvad, begrebet Gud som det ultimative grundlag for alle virkelighedens love egentlig dækker over. Han opstillede fire påviste muligheder:
1. Gud har intet væsen men skaber sig et væsen,
2. Gud er kun som den netop eksisterende virkelighedsfase,
3. Gud stiller virkelighedsfaserne ved siden af sig,
4. Alle virkelige enkeltheder følger af Guds væsen.

Verden fremtræder som en række modsætninger: ånd og materie, levende og dødt, sundhed og sygdom, erkendelse og vildfarelse, godt og ondt, der ikke kan bortforklares og i sidste ende er forskellige udtryk for en fundamental dualisme, der eksisterer mellem det virkelige, som er helhedsbestemt, og det virkelige, som ikke er helhedsbestemt. Denne modsætnings dybeste årsager unddrager sig den menneskelige bevidsthed men udelukker en monistisk verden, hvor alt er i fuldkommen orden. "Vor erkendelses grænse er forsåvidt vores viljes begyndelse".

## Forfatterskab
- Driesch, H. (1893). Die Biologie als selbständige Wissenschaft
- Driesch, H. (1894). Analytische Theorie der organischen Entwicklung
- Driesch, H. (1901). Organische Regulationen
- Driesch, H. (1905). Der Vitalismus als Geschichte und als Lehre
- Driesch, H. (1909). Philosophie des Organischen (4. oplag 1928)
- Driesch, H. (1912). Ordnungslehre (2. oplag 1923)
- Driesch, H. (1917). Wirklichkeitslehre
- Driesch, H. (1926). Grundprobleme der Psychologie, ihre Krisis in der Gegenwart

### På engelsk
- Driesch, H. (1908). The Science and Philosophy of the Organism: The Gifford Lectures delivered before the University of Aberdeen in the Year 1907 and 1908 (2 vols.). London: Adam and Charles Black.  Arkiveret 2. april 2015 hos  Wayback Machine 2nd ed. London: A. & C. Black, 1929.
- Driesch, H. (1912). The justification of vitalism. The Cambridge Magazine 1(15): 397.
- Driesch, H. (1914). The Problem of Individuality: A Course of Four Lectures Delivered before the University of London in October 1912. London: Macmillan.
- Driesch, H. (1914). The History and Theory of Vitalism. (C. K. Ogden, trans.) London: Macmillan.
- Driesch, H. (1924). The biological setting of psychical phenomena. The Quest 15(July): 433–456.
- Driesch, H. (1925). The Crisis in Psychology. Princeton, NJ: Princeton University Press.
- Driesch, H. (1925). The Possibility of Metaphysics: The Course of Four Lectures Delivered before the University of London in March 1924. London: Faith Press.
- Driesch, H. (1926). The present status of the philosophy of nature in Germany. The Monist 36(2): 281–298.
- Driesch, H. (1926). Psychical research and established science. Presidential address. Proceedings of the Society for Psychical Research 36(99): 171–186.
- Driesch, H. (1927). Psychical research and philosophy. In: Murchison, Carl (ed.), The Case for and against Psychical Belief. Worcester: Clark University, 163–178.
- Driesch, H. (1934). Psychiatry and mental health. Ancient Philosophy 44: 152. [Book Review]